# استان ماتابلند جنوبی
استان ماتابلند جنوبی (به لاتین: Matabeleland South Province) یک استان در زیمبابوه است که در جنوب این کشور واقع شده‌است.

## خصوصیات
استان ماتابلند جنوبی ۵۴٬۱۷۲ کیلومترمربع مساحت و ۶۸۳٬۸۹۳ نفر جمعیت دارد.